# Langen Müller’s Schauspielerlexikon der Gegenwart
Langen Müller’s Schauspielerlexikon der Gegenwart. Deutschland. Österreich. Schweiz ist ein einbändiges Lexikon von Hermann J. Huber über deutschsprachige Schauspieler aus dem Jahr 1986.
Die Absicht des Werkes war es, wie aus dem Vorwort des Autors hervorgeht, „das Schaffen der erfolgreichsten und beliebtesten lebenden deutschsprachigen Schauspieler in Film, Theater und Fernsehen“ zu dokumentieren. Rund tausend Schauspieler werden in dem 1176 Seiten umfassenden Buch in alphabetischer Reihenfolge mit Bild und Text vorgestellt. Nach einer kurzen Biografie werden die Stationen bei Film, Theater und Fernsehen aufgezählt. Am Ende findet sich die Anschrift des Künstlers in Form einer Agentur oder eines Theaters. Eine Würdigung der schauspielerischen Leistungen unterbleibt.
Autor Huber zeigte sich im Vorwort erfreut, dass sämtliche von ihm angesprochenen Künstler mit ihm kooperierten. Die meisten von ihnen wurden von ihm selbst interviewt. Zu der erhofften regelmäßigen Fortschreibung des Werkes kam es nicht, ebenso wenig zu einer kritischen Überarbeitung. Die Problematik der Abhängigkeit von den Angaben der Schauspieler zeigte sich nicht zuletzt bei den Geburtsdaten. So erwies sich nachträglich bei Elisabeth Volkmann und Friedrich Steinhauer, dass sie erheblich älter waren als im Buch angegeben.

## Ausgabe
- Hermann J. Huber: Langen Müller’s Schauspielerlexikon der Gegenwart. Deutschland. Österreich. Schweiz. Langen-Müller, München/Wien 1986, ISBN 3-7844-2058-3.